# Championnat d'Écosse féminin de football 2020-2021
Navigation
Édition précédente Édition suivante
La saison 2020-2021 du Championnat d'Écosse féminin de football (Scottish Women's Premier League) est la vingtième saison du championnat. Le Glasgow City Ladies Football Club fort de ses treize titres consécutifs remet sa couronne en jeu. La compétition débute le 18 octobre 2020 pour se terminer début mai 2021. A cause de la pandémie de Covid-19, le championnat est chamboulé dans son organisation après l'annulation de la saison 2020 après seulement une journée de jouée. Le championnat adopte une saisonnalité hivernale.

## Participants
| \| Glasgow : · Glasgow City · Celtic · Rangers · Edimbourg : · Hibernian · Spartans · Heart of Midlothian Édimbourg Forfar Glasgow Motherwell \| Localisation des clubs engagés dans le championnat. |
| Glasgow : · Glasgow City · Celtic · Rangers · Edimbourg : · Hibernian · Spartans · Heart of Midlothian Édimbourg Forfar Glasgow Motherwell                                                           |

Ce tableau présente les huit équipes qualifiées pour disputer le championnat 2020-2021.
| Nom du club                               | Entraîneur          | Date de création | Dernière montée | Stade                                | Capacité | Cl. 2019 |
| ----------------------------------------- | ------------------- | ---------------- | --------------- | ------------------------------------ | -------- | -------- |
| Celtic Football Club Women                | Fran Alonso         | 2007             |                 | K-Park Training Academy              | 1 000    | 3e       |
| Forfar Farmington Football Club           | Ryan McConville     | 1984             | 2018            | Station Park                         | 6 777    | 7e       |
| Glasgow City Football Club                | Scott Booth         | 1998             |                 | Petershill Park                      | 1 000    | 1re      |
| Hibernian Ladies Football Club            | Grant Scott         | 1999             |                 | Ainslie Park                         | 3 000    | 2e       |
| Motherwell Ladies Football Club           | Eddie Wolecki Black | 2014             | 2019            | Ravenscraig Regional Sports Facility | 1 000    | 6e       |
| Rangers Women's Football Club             | Grégory Vignal      | 2008             |                 | Rangers Training Centre              | 500      | 4e       |
| Spartans Football Club Women's and Girl's | Debbi McCulloch     | 1985             | 2004            | Ainslie Park                         | 3 000    | 5e       |
| Heart of Midlothian Women Football Club   | Andy Enwood         | 2009             | 2020            | Oriam                                | 500      | 1re D2   |

## Compétition
Chaque club dispute trois rencontres contre chacun de ses adversaires. La première partie de la saison consiste en un championnat aller-retour. Le choix du terrain pour le troisième match est tiré au sort.
A cause de la pandémie de Covid-19, le championnat est suspendu d'abord du 13 décembre 2020 au 28 février 2021 puis jusqu'au 4 avril 2021.

### Classement
| Rang | Équipe                      | Pts | J  | G  | N | P  | Bp | Bc | Diff |
| ---- | --------------------------- | --- | -- | -- | - | -- | -- | -- | ---- |
| 1    | Glasgow City T C            | 56  | 21 | 18 | 2 | 1  | 77 | 16 | +61  |
| 2    | Celtic Women                | 53  | 21 | 17 | 2 | 2  | 76 | 12 | +64  |
| 3    | Rangers WFC                 | 48  | 21 | 16 | 0 | 5  | 76 | 10 | +66  |
| 4    | Hibernian Ladies            | 29  | 21 | 9  | 2 | 10 | 42 | 27 | +15  |
| 5    | Spartans WFC                | 29  | 21 | 9  | 2 | 10 | 29 | 42 | -13  |
| 6    | Motherwell LFC              | 12  | 21 | 4  | 0 | 17 | 18 | 78 | -60  |
| 7    | Forfar Farmington           | 11  | 21 | 3  | 2 | 16 | 17 | 90 | -73  |
| 8    | Heart of Midlothian Women P | 8   | 21 | 2  | 2 | 17 | 9  | 69 | -60  |

| Légende : Qualifications et relégations | Légende : Qualifications et relégations                                                                                    |
| --------------------------------------- | --- |
|                                         | Ligue des champions féminine de l'UEFA 2021-2022                                                                           |
|                                         | T : Tenant du titre P : Promu C : Vainqueur de la Coupe d'Écosse 2020-2021 L : Vainqueur de la Coupe de la Ligue 2020-2021 |

### Résultats
| Résultats (▼dom., ►ext.)                                   | CEL  | FOR  | GLW | HEA | HIB | MOT | RAN | SPA |
| Celtic Women                                               |      | 2-2  | 0-3 | 3-0 | 3-1 | 3-0 | 1-0 | 1-0 |
| Forfar Farmington                                          | 0-8  |      | 0-7 | 3-0 | 0-5 | 4-2 | 1-3 | 1-2 |
| Glasgow City                                               | 2-0  | 8-1  |     | 5-0 | 3-2 | 8-0 | 0-5 | 3-1 |
| Heart of Midlothian                                        | 0-10 | 1-1  | 0-4 |     | 1-0 | 0-3 | 0-6 | 1-2 |
| Hibernian Ladies                                           | 2-6  | 3-0  | 1-2 | 6-0 |     | 3-2 | 0-1 | 2-1 |
| Motherwell LFC                                             | 0-5  | 2-3  | 0-3 | 2-1 | 0-6 |     | 0-6 | 0-2 |
| Rangers WFC                                                | 0-1  | 11-0 | 0-2 | 5-1 | 1-0 | 9-0 |     | 5-0 |
| Spartans FCWG                                              | 1-5  | 1-0  | 1-3 | 3-0 | 2-0 | 3-1 | 0-1 |     |
| - Victoire à domicile - Match nul - Victoire à l'extérieur |      |      |     |     |     |     |     |     |

| Résultats (▼dom., ►ext.)                                   | CEL | FOR  | GLW | HEA | HIB | MOT | RAN | SPA |
| Celtic Women                                               |     | 10-0 | 0-0 |     |     |     |     | 4-0 |
| Forfar Farmington                                          |     |      |     | 1-2 |     | 0-1 | 0-4 |     |
| Glasgow City                                               |     | 8-0  |     | 4-1 | 0-0 |     | 2-0 |     |
| Heart of Midlothian                                        | 0-3 |      |     |     | 0-2 | 0-1 |     | 1-1 |
| Hibernian Ladies                                           | 0-1 | 7-0  |     |     |     |     | 0-3 | 1-1 |
| Motherwell LFC                                             | 0-8 |      | 2-4 |     | 1-2 |     |     | 2-3 |
| Rangers WFC                                                | 1-2 |      |     | 4-0 |     | 6-0 |     |     |
| Spartans FCWG                                              |     | 3-0  | 2-6 |     |     |     | 0-5 |     |
| - Victoire à domicile - Match nul - Victoire à l'extérieur |     |      |     |     |     |     |     |     |

### Meilleures buteuses
Source.
| Rg                 | Joueuse              | Club              | Buts |
| ------------------ | -------------------- | ----------------- | ---- |
| Médaille d'or      | Lizzie Arnot         | Rangers           | 16   |
| Médaille d'argent  | Sarah Ewens          | Celtic            | 15   |
| Médaille de bronze | Zoe Ness             | Rangers           | 12   |
| 4.                 | Chloe Craig          | Celtic            | 11   |
| 4.                 | Kirsty Howat         | Rangers           | 11   |
| 6.                 | Becky Galbraith      | Spartans          | 10   |
| 7.                 | Aoife Colville       | Glasgow City      | 9    |
| 7.                 | Anna Filbey          | Celtic            | 9    |
| 7.                 | Donna Patterson      | Forfar Farmington | 9    |
| 10.                | Priscilla Chinchilla | Glasgow City      | 8    |
| 10.                | Ode Fulutudilu       | Glasgow City      | 8    |

## Bilan de la saison
| Championnat d'Écosse de football 2020-2021       |                                         |
| Champion                                         | Glasgow City Football Club (15e titre)  |
| Dauphin                                          | Celtic Women                            |
| Coupes et trophées                               |                                         |
| Vainqueur de la Coupe d'Écosse 2020-2021         | Glasgow City Football Club              |
| Vainqueur de la Coupe de la Ligue 2020-2021      | épreuve annulée                         |
| Qualifications continentales                     |                                         |
| Ligue des champions féminine de l'UEFA 2021-2022 | Glasgow City Football Club              |
| Ligue des champions féminine de l'UEFA 2021-2022 | Celtic Football Club Women              |
| Promotions et relégations                        |                                         |
| Promus en Championnat d'Écosse de football       | Aberdeen Football Club Women            |
| Promus en Championnat d'Écosse de football       | Hamilton Academical Women Football Club |
| Relégués en Championnat d'Écosse de football     | aucune                                  |